# لانس كرامر
لانس كرامر (بالإنجليزية: Lance Kramer)‏ هو مخرج رسوم متحركة أمريكي، ولد في القرن العشرين في بيسمارك في الولايات المتحدة.

## وصلات خارجية
- لانس كرامر على موقع IMDb (الإنجليزية)
- لانس كرامر على موقع قاعدة بيانات الفيلم (الإنجليزية)